# Bosa di York
Bosa di York (... – 705 circa) è stato un vescovo britanno, venerato come santo dalla Chiesa cattolica e ortodossa.

## Biografia
Originario della Nortumbria, Bosa fu educato all'abbazia di Whitby sotto sant'Ilda e, successivamente, si fece monaco. Dopo la deposizione ed esilio di Vilfrido nel 678, Bosa fu nominato vescovo di York; la diocesi era stata notevolmente ridotta per estensione dopo essere stata divisa in tre parti.
Dopo nove anni fu a sua volta deposto, dato che Vilfrido era tornato alla popolarità e al potere. Dopo la seconda caduta in disgrazia di Vilfrido nel 687, Bosa tornò ad amministrare la diocesi di York, questa volta fino alla morte, avvenuta intorno al 705. Giovanni di Beverley gli successe come vescovo di York.